# Вашингтон (Массачусетс)
Вашингтон (англ. Washington) — місто (англ. town) в США, в окрузі Беркшир штату Массачусетс. Населення — 494 особи (2020).

## Демографія
Згідно з переписом 2010 року, у місті мешкало 538 осіб у 225 домогосподарствах у складі 166 родин. Було 261 помешкання
Расовий склад населення:
| - 99,1 % — білих - 0,2 % — чорних або афроамериканців |

До двох чи більше рас належало 0,2 %. Частка іспаномовних становила 1,9 % від усіх жителів.
За віковим діапазоном населення розподілялося таким чином: 16,5 % — особи молодші 18 років, 70,7 % — особи у віці 18—64 років, 12,8 % — особи у віці 65 років та старші. Медіана віку мешканця становила 49,4 року. На 100 осіб жіночої статі у місті припадало 103,0 чоловіків;  на 100 жінок у віці від 18 років та старших — 103,2 чоловіків також старших 18 років.
Середній дохід на одне домашнє господарство  становив 91 221 долар США (медіана — 86 389), а середній дохід на одну сім'ю — 102 326 доларів (медіана — 92 500). Медіана доходів становила 55 000 доларів для чоловіків та 51 250 доларів для жінок. За межею бідності перебувало 2,8 % осіб, у тому числі 0,0 % дітей у віці до 18 років та 3,2 % осіб у віці 65 років та старших.
Цивільне працевлаштоване населення становило 264 особи. Основні галузі зайнятості: освіта, охорона здоров'я та соціальна допомога — 25,4 %, науковці, спеціалісти, менеджери — 12,9 %, будівництво — 11,7 %.